# Plac Republiki w Pradze
Plac Republiki (czeski: Náměstí Republiky) – plac w Pradze, znajdujący się na granicy Starego i Nowego Miasta.
W pobliżu placu znajduje się stacja metra Náměstí Republiky.